# Slaget ved Englefield
Slaget ved Englefield var en slag, der foregik omkring 31. december 870, hvor en dansk vikingehær blev beesejret af vestsakserne ved Englefield nær Reading i Berkshire.
Det var den første i en række af træfninger, der foregik efter den danske hær havde invaderet Wessex i december 870.
Slaget bliver dateret med biskop af Sherborne Heahmunds død under slaget ved Meretun, som foregik 22. marts 871, og Angelsaksiske Krønike beskriver, at slaget ved Basing foregik to måneder tidligere, altså 22. januar, og slaget ved Ashdown 14 dage før, altså 8. januar, slaget ved Reading fire dage før, altså 4. januar og slaget ved Englefield blot fire dage tidligere.